# Till the World Ends
Till the World Ends Britney Spears amerikai énekesnő hetedik, Femme Fatale című albumának második kislemeze. Producere és szerzője Dr. Luke és Max Martin volt, továbbá Kesha, Alexander Kronlund és Billboard is dolgozott a felvételen. Kesha elárulta, a fő inspiráció számára egy olyan kép volt, melyben Britney és néhány női előadó turnézik a világ körül. 2011. március 2-án jelent meg a szám borítója, a felvétel másnap szivárgott ki, és végül 4-én jelent meg.
A dal egy tempós dance és eurodance stílusú felvétel. A számtól a trance stílusjegyei sem állnak távol. A Till the World Ends pozitív véleményeket kapott a kritikusoktól, Kesha és Enrique Iglesias munkáihoz hasonlították.
A felvételből többféle remixváltozat készült, a legismertebb a The Femme Fatale Remix, melyen Nicki Minaj és Kesha közreműködött. Ez 2011. április 25-én jelent meg. A kritikusok az eredeti változathoz hasonlóan erről is pozitívan vélekedtek. A dal top 10-es lett több országban, így Ausztrália, Franciaország, Írország, Új-Zéland, Svédország és Svájc kislemezlistáin. A remixnek köszönhetően top 5-ös lett Kanadában és az Egyesült Államokban, viszont az Egyesült Királyságban gyengén teljesített. A kislemezből több mint 3,6 millió példány kelt el világszerte.
A dalhoz tartozó videóklip 2011. április 6-án jelent meg. Britney egy föld alatti bulin látható, melyet a 2012-es "világvége" téma inspirálta.  A kritikusok szerint a I’m a Slave 4 U klipjéhez hasonlít. A 2011-es MTV Video Music Awards két díjra jelölték, melyek közül egyet (Best Pop Video) meg is nyert.

## Háttér
A dalt Dr. Luke, Alexander Kronlund, Max Marin és Kesha írta. Kesha elmondta hogy úgy képzelte el hogy Britney járja a világot, amikor kimegy az éjszakába, az éjszaka csodálatossá, varázslatossá változik, nem akar  elaludni és azt akarja hogy az éjszaka a világ végéig tartson.2011. március 2-án megjelent a hivatalos botító, amit egy 30 másodperces részlet követett.A dal március 4-én debütált a  On Air with Ryan Seacrest rádióban.

## Kritika
A dal pozitívan elismerő véleményeket kapott az amerikai kritikusoktól.A Rolling Stone adott 5/3,5 csillagot.Reuters (Mike Collett-White) szerint Britney  második kislemeze, a “Till the World Ends”, igazi telitalálat; pörgős dance himnusz, és elsőrangú klubslágerré válhat a közeljövőben. A korai reakciók alapján biztos vehetjük, hogy a most 29 esztendős énekesnő zenei karrierje ismét emelkedő irányt vesz.
MTV US (Jocelyn Vena) kijelentette hogy az új kislemez bódító hangzásával képes lesz arra, hogy klubslágerré váljon. A könnyed popszerzemény ismét megmutatja nekünk a magabiztos Britney-t. A dübörgő ritmusokkal a háttérben és a szintetizátoros alappal Spears sikeresen átadja magát a cicababa vonalnak.
Perez Hilton.com ezt mondta "Szerencsére nem okoz csalódást a teljes dal. Sokkal jobban kedveljük, mint a „Hold it Against Me”-t! Britney karrierjének egyik legjobb dala! Azonnali kielégülést okoz! Ilyen egy hatalmas, szétzúzó sláger! Pornó a fülnek! Gratulálunk, Britney! Nagyon örülünk neked!"

## Remixek

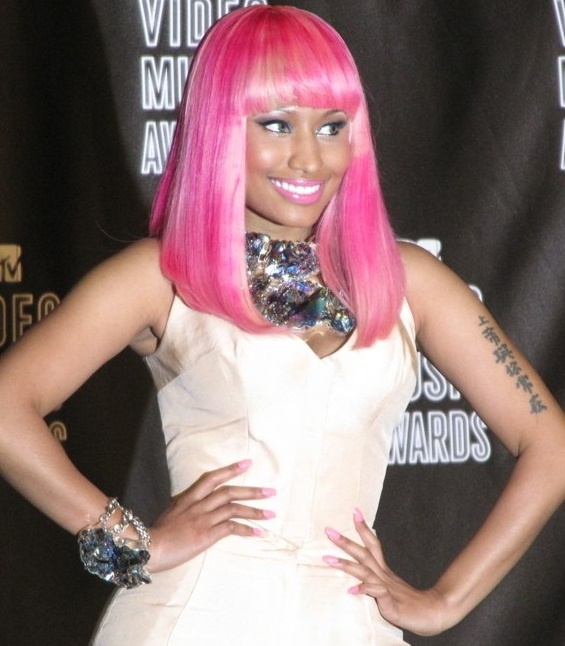
Nicki Minaj közreműkdött a "Femme Fatale Remix"-en. A Femme Fatale turnén több alkalommal fellépett Britney-vel.

A dalból többféle remixváltozat jelent meg, leghíresebb közülük a "Femme Fatale Remix" melyben Nicki Minaj és Kesha is közreműködött. 2011-ben az olasz és részben magyar származású Karmatronic készítette a dal egyik remixét. A remixet lejátszotta a 2011-es Femme Fatale turné budapesti állomásán, ahol ő volt az egyik előzenekar. 2012-ben Britney lett a "Twister" játék arca, a reklámhoz készült a "Till The World Ends"-nek egy új remixe.

## Slágerlistás teljesítménye
A dal megjelenése után 119,000 példányt értékesítettek 3 nap alatt az Egyesült Államokban, így a 20. helyen debütált a Billboard Hot 100-on. Pár héttel később a dal már 3. helyezést érte el a listán, a kislemez 2011 júliusáig már 2 millió, 2015 márciusáig már 3 millió példányban kelt el.
A szám a 16. helyen nyitott a Canadian Hot 100 listán, a következő héten már a 7. helyen volt. Miután megjelent a dal "Femme Fatale Remix" változata, a lista 4. helyére került. Ausztráliában  a 8. helyezést érte el a slágerlistán, a dallistán 16 hétig volt jelen, ezért 2x-es platina minősítést is kapott 140,000 eladott példány után. Az ír slágerlista 7. helyén nyitott, míg az Egyesült Királyságban csak a 21. helyig jutott, így ez lett a második leggyengébben teljesítő kislemeze az énekesnő a "Radar" után.

## Videóklip
A dalhoz tartozó videóklip 2011 április 6-án jelent meg. A klipet Los Angelesben forgatták, a videó rendezője Ray Kay volt, míg a koreográfus  Brian Friedman. A klip forgatását rögzítették, ez látható volt az MTV Britney Spears: I Am the Femme Fatale speciális műsora során. A videót 2011 április 5-én töltötték fel az énekesnő VEVO csatornájára. Ez lett a második videója, ami megkapta a "VEVOcertified" minősítést. A klipet eddig 166 milliószor játszották le a YouTube-on.
A klipben Britney egy föld alatti bulin látható, melyet a 2012-es "világvége" téma inspirálta. A klip a 2012 december 12-es dátummal kezdődik, utalva a világvégére, erre a dalszövégből is lehet következtetni "Keep on dancing till the world ends". A videóban Britney többféle ruhát is visel, egy piros illetve egy fekete szettet is.
Pár nappal a videóklip megjelenése után az énekesnőt megvádolták, hogy néhány jelenetben dublőrt használtak. Ezután jelent meg a klip "DANCE Till the World Ends" változata.
A 2011-es MTV Video Music Awards két díjra jelölték, (Best Pop Video) díjat meg is nyerte, a Best Choreography díjat Beyoncé nyerte a Who Run the World (Girls) klipért.
Több kritikus szerint a videó az "I’m a Slave 4 U" klipjéhez hasonlít.

## Élő előadások

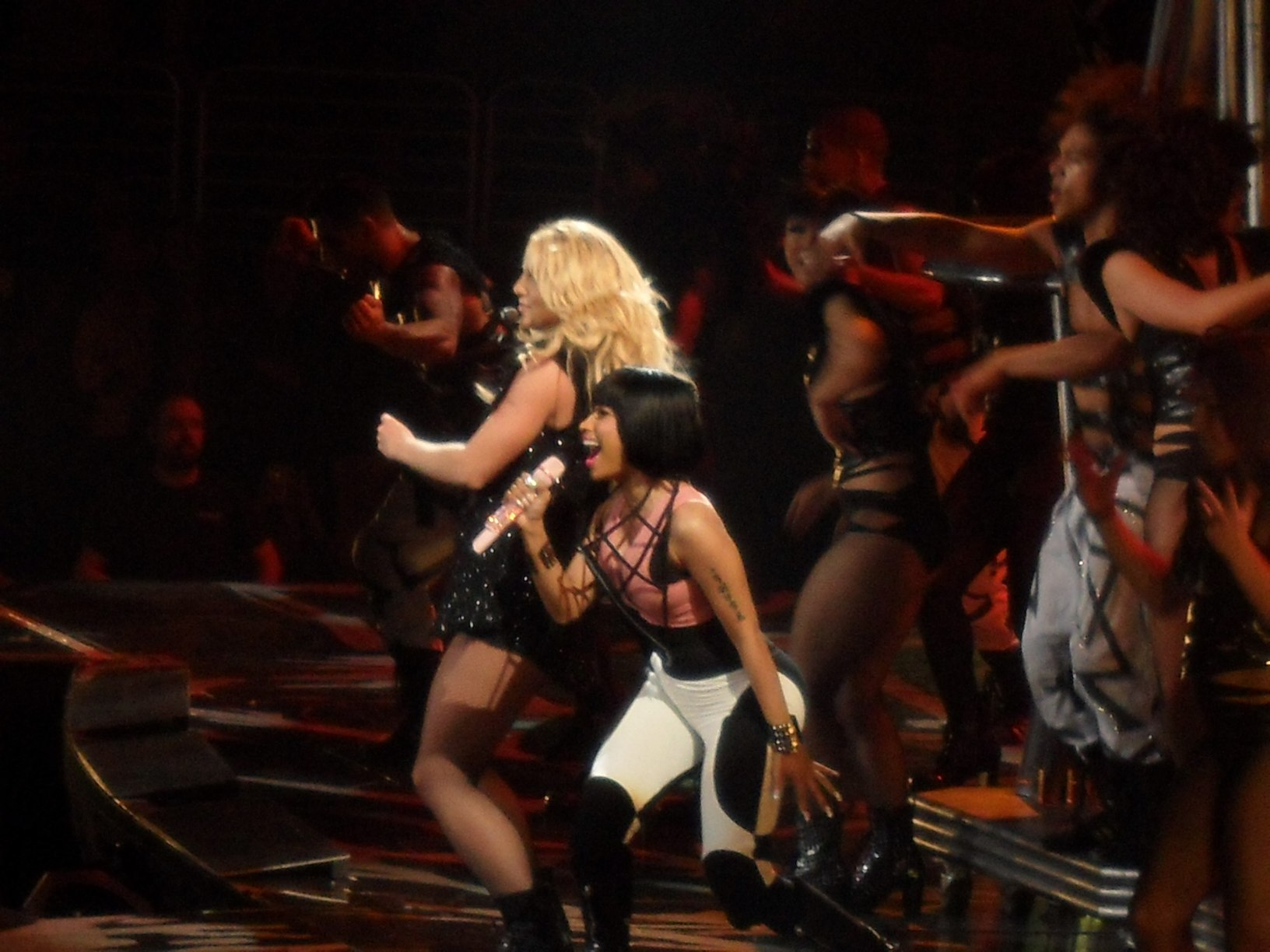
Britney és Nicki Minaj a Femme Fatale Tour egyik állomásán.

Britney először a Las Vegas-i Rain Nightclub-ban adta elő a dalt 2011 március 25-én a "Hold It Against Me" és "Big Fat Bass" dalok mellett. A számmal a Good Morning America és Jimmy Kimmel Live! televíziós műsorokban is fellépett 2011 március 27-én és 29-én. A 2011-es Billboard Music Awards-on pedig Nicki Minaj oldalán lépett fel a dallal. A Femme Fatale Tour állomásain is előadta a számot, több alkalommal csatlakozott hozzá Nicki Minaj. 2013-tól pedig a Britney: Piece of Me koncertjein is előadta a dalt.
A dalt felhasználta Nicki Minaj a Pink Friday turnéján egy felvonásközi videóhoz.

## Slágerlistás helyezések
| Slágerlista (2011)                       | Legmagasabb helyezés |
| ---------------------------------------- | -------------------- |
| Ausztrália (ARIA)                        | 8                    |
| Ausztria (Ö3 Austria Top 40)             | 23                   |
| Belgium (Ultratop 50 Flanders)           | 12                   |
| Belgium (Ultratop 50 Wallonia)           | 6                    |
| Brazil (Billboard Hot 100)               | 19                   |
| Brazil (Billboard Hot Pop Songs)         | 3                    |
| Kanada (Canadian Hot 100)                | 4                    |
| Csehország (Rádio Top 100)               | 10                   |
| Dánia (Tracklisten Top 40)               | 7                    |
| Finnország (Singlet Top 20)              | 6                    |
| Franciaország (Single Top 100)           | 8                    |
| Németország (Media Control Charts)       | 27                   |
| Írország (IRMA)                          | 7                    |
| Izrael (Media Forest)                    | 2                    |
| Italy (FIMI)                             | 3                    |
| Japán (Billboard Japan Hot 100)          | 52                   |
| Lebanon (Lebanese Top 20)                | 14                   |
| Mexico Ingles Airplay (Billboard)        | 6                    |
| Hollandia (Single Top 100)               | 29                   |
| Új-Zéland (Recorded Music NZ)            | 10                   |
| Norvégia (VG-lista)                      | 2                    |
| Poland (ZPAV)                            | 1                    |
| Russia (Russia Top 20)                   | 1                    |
| Skócia (Scottish Singles Top 40)         | 10                   |
| Slovakia (IFPI)                          | 1                    |
| South Korea (GAON) (International Chart) | 1                    |
| Spanyolország (PROMUSICAE)               | 11                   |
| Sweden (Sverigetopplistan)               | 4                    |
| Svájc (Schweizer Hitparade)              | 7                    |
| Egyesült Királyság (UK Singles Chart)    | 21                   |
| US Billboard Hot 100                     | 3                    |
| US Adult Top 40 (Billboard)              | 19                   |
| US Hot Dance Club Songs (Billboard)      | 1                    |
| US Mainstream Top 40 (Billboard)         | 4                    |
| US Rhythmic (Billboard)                  | 9                    |

| Slágerlista (2011)                   | Legmagasabb helyezés |
| ------------------------------------ | -------------------- |
| Australian Singles Chart             | 71                   |
| Belgian Singles Chart (Flanders)     | 45                   |
| Belgian Singles Chart (Wallonia)     | 21                   |
| Canadian Hot 100                     | 26                   |
| Danish Singles Chart                 | 50                   |
| France Singles Chart                 | 26                   |
| Israeli Airplay Chart                | 41                   |
| Lebanese Airplay Chart               | 13                   |
| Spanish Singles Chart                | 37                   |
| Spanish Singles Chart (Airplay)      | 20                   |
| Sweden Singles Chart                 | 51                   |
| Swiss Singles Chart                  | 49                   |
| South Korea Gaon International Chart | 58                   |
| UK Singles Chart                     | 143                  |
| US Billboard Hot 100                 | 27                   |
| US Billboard Digital Songs           | 26                   |
| US Billboard Pop Songs               | 16                   |
| US Billboard Radio Songs             | 25                   |
| US Hot Dance Club Songs (Billboard)  | 17                   |

## Minősítések
| Ország                   | Minősítés     | Eladás    |
| ------------------------ | ------------- | --------- |
| Egyesült Államok (RIAA)  | 3x-os platina | 3,010,000 |
| Egyesült Királyság (BPI) | Ezüst         | 200,000   |
| Ausztrália (ARIA)        | 2x-es platina | 140,000   |
| Svédország (GLF)         | 3x-os platina | 120,000   |
| Mexikó (AMPROFON)        | Arany         | 30,000    |
| Olaszország (FIMI)       | Platina       | 30,000    |
| Svájc (IFPI)             | Arany         | 15,000    |
| Belgium (BEA)            | Arany         | 15,000    |
| Dánia (IFPI)             | Arany         | 15,000    |
| Új-Zéland (RMNZ)         | Arany         | 7,500     |
| Dánia (Streamelés)       | Arany         | 50,000    |